# Guano Islands Act
O Guano Islands Act (48 U.S.C. cap.8 §§ 1411-1419) é uma legislação federal aprovada pelo Congresso dos Estados Unidos em 18 de agosto de 1856. Ela permite cidadãos estado-unidenses a tomar posse de ilhas contendo depósitos de guano. As ilhas podem se localizar em qualquer lugar, contanto que não sejam previamente ocupadas e sob a jurisdição de outros governos. Também autoriza o Presidente dos Estados Unidos a usar o exército para proteger tais interesses, e estabelece a jurisdição criminal dos Estados Unidos.
Sempre que qualquer cidadão dos Estados Unidos descobrir um depósito de guano em qualquer ilha, rocha, ou recife, fora da jurisdição legal de qualquer outro governo, e não ocupadas por cidadãos de qualquer outro governo, e tomar posse pacífica dela, e ocupar a mesma, tal ilha, rocha, ou recife pode, com a discrição do Presidente, ser consideradas como pertencentes aos Estados Unidos.— primeira seção do Guano Islands Act